# Dora Richter
Dora Richter, detta Dorchen (16 aprile 1891 – presunto 1933), è stata la prima persona conosciuta a sottoporsi a un intervento completo di chirurgia di riassegnazione del sesso da maschio a femmina.
Fu una delle numerose persone transgender che si affidarono alle cure del pioniere della ricerca sul sesso Magnus Hirschfeld presso l'Institut für Sexualwissenschaft di Berlino negli anni venti e all'inizio degli anni trenta del XX secolo. Subì la rimozione chirurgica dei testicoli nel 1922, seguita nel 1931 dalla rimozione del pene e dalla vaginoplastica.

## Biografia
Richter nacque in una famiglia di contadini nella regione dei Monti Metalliferi boemi nel 1891. Già da piccolo mostrò una tendenza ad agire e comportarsi in modo femminile. All'età di 6 anni potrebbe aver tentato di rimuoversi il pene con un laccio emostatico.
Nel 1909, dopo un apprendistato da fornaio, lasciò il paese e si trasferì in una cittadina più grande dove continuò a vestirsi da ragazza nel tempo libero. Si unì a una compagnia teatrale errante e arrivò a Lipsia dove rimase per due anni. Nel 1916 fu arruolata nell'esercito, ma scartata dopo due settimane. Da Lipsia tornò nella sua città natale dove un amico la indirizzò allo studio di Hirschfeld a Berlino. Dal maggio 1923, Richter lavorò con altre persone transgender come domestica presso l'Institut für Sexualwissenschaft, uno dei pochi posti in cui una persona trans poteva essere impiegata, dove assunse il nome femminile di Dorchen. Nel 1922 subì un'orchiectomia. Nel 1931, Felix Abraham, psichiatra che lavorava presso l'istituto, pubblicò un articolo sugli interventi chirurgici di conferma del genere di Richter e di un altro paziente, Toni Ebel, come caso di studio in Zeitschrift für Sexualwissenschaft und Sexualpolitik : «La sua castrazione ha avuto l'effetto - sebbene non molto esteso – di rendere il suo corpo più pieno, limitare la crescita della barba, rendere visibili i primi segni di sviluppo del seno e dare al cuscinetto adiposo pelvico una forma più femminile.»
All'inizio del 1931 si fece eseguire una penectomia dal medico dell'istituto Ludwig Levy-Lenz e, nel giugno di quell'anno, una vagina artificiale le fu innestata chirurgicamente da Erwin Gohrbandt, rendendola la prima donna transgender di cui rimane memoria a sottoporsi a vaginoplastica. Alla fine del 1931 lavorava come cuoca in un ristorante.
Nel 1933, filmati di Dora e di altri due pazienti trans di Hirschfeld, Toni Ebel e Charlotte Charlaque (tutti anonimi/non accreditati) furono usati come parte di un documentario in un film austriaco Mysterium des Geschlechtes (Il mistero del sesso) sulla sessuologia contemporanea.
Nel maggio 1933 la biblioteca dell'istituto venne assaltata da un gruppo di studenti filonazisti e tutti i volumi furono dati alle fiamme. Si presume che sia stata uccisa durante l'attacco o che sia stata successivamente arrestata e poi morta durante la custodia. Tuttavia, nel 1955, Charlotte Charlaque, che fuggì dalla Germania a Karlsbad nel 1933, scrisse in un articolo su Hirschfeld che Dora Richter, «[...] nata a Karlsbad, Boemia [...] ben presto divenne proprietaria di un piccolo ristorante nella sua città natale».